# Deutschland Cup 2024
34. ročník hokejového turnaje Deutschland Cup se konal od 6. do 10. listopadu 2024 v Landshutu. Po druhé se bude konat také turnaj žen.

## Mužský turnaj

### Konečná tabulka
| Poř. | Tým       | Z | V | VP | PP | P | VG | OG | B |
| ---- | --------- | - | - | -- | -- | - | -- | -- | - |
| 1.   | Slovensko | 3 | 2 | 1  | 0  | 0 | 10 | 4  | 8 |
| 2.   | Německo   | 3 | 1 | 0  | 1  | 1 | 13 | 12 | 4 |
| 3.   | Rakousko  | 3 | 1 | 0  | 0  | 2 | 3  | 9  | 3 |
| 4.   | Dánsko    | 3 | 0 | 1  | 1  | 1 | 10 | 11 | 3 |

Poznámky
1. 1 2  Rakousko 3:2 Dánsko.

### Zápasy
| 7. listopadu 2024 12:30 | Rakousko | 0 : 1 (0:1, 0:0, 0:0) | Slovensko | Fanatec Arena, Landshut Návštěvnost: 370 |  |

| Report        |               |          |                 |                                                                                   |
| David Kickert | David Kickert | Brankáři | Rastislav Eliáš | Rozhodčí: Mikko Kaukokari Lukas Kohlmüller Čároví: Kenneth Englisch Jiří Ondráček |
| 2 min         | 2 min         | Tresty   | 8 min           | Rozhodčí: Mikko Kaukokari Lukas Kohlmüller Čároví: Kenneth Englisch Jiří Ondráček |
| 29            | 29            | Střely   | 28              | Rozhodčí: Mikko Kaukokari Lukas Kohlmüller Čároví: Kenneth Englisch Jiří Ondráček |

| 7. listopadu 2024 19:45 | Německo | 5 : 6 SN (4:3, 1:1, 0:1 – 0:0 – 0:1) | Dánsko | Fanatec Arena, Landshut Návštěvnost: 2 238 |  |

| Report              |                     |          |                 |                                                                             |
| Maximilian Franzreb | Maximilian Franzreb | Brankáři | Mathias Seldrup | Rozhodčí: Tobias Björk Nikolas Neutzer Čároví: Daniel Hynek Ludvig Lundgren |
| 29 min              | 29 min              | Tresty   | 10 min          | Rozhodčí: Tobias Björk Nikolas Neutzer Čároví: Daniel Hynek Ludvig Lundgren |
| 30                  | 30                  | Střely   | 28              | Rozhodčí: Tobias Björk Nikolas Neutzer Čároví: Daniel Hynek Ludvig Lundgren |

| 9. listopadu 2024 11:00 | Rakousko | 3 : 2 (1:0, 1:1, 1:1) | Dánsko | Fanatec Arena, Landshut Návštěvnost: 989 |  |

| Report                |                       |          |               |                                                                                   |
| Sebastian Wraneschitz | Sebastian Wraneschitz | Brankáři | William Rorth | Rozhodčí: Nikolas Neutzer André Schrader Čároví: Kenneth Englisch Ludvig Lundgren |
| 39 min                | 39 min                | Tresty   | 31 min        | Rozhodčí: Nikolas Neutzer André Schrader Čároví: Kenneth Englisch Ludvig Lundgren |
| 36                    | 36                    | Střely   | 17            | Rozhodčí: Nikolas Neutzer André Schrader Čároví: Kenneth Englisch Ludvig Lundgren |

| 9. listopadu 2024 18:00 | Německo | 2 : 6 (0:1, 1:1, 1:4) | Slovensko | Fanatec Arena, Landshut Návštěvnost: 4 200 |  |

| Report             |                    |          |             |                                                                           |
| Dustin Strahlmeier | Dustin Strahlmeier | Brankáři | Matej Tomek | Rozhodčí: Tobias Björk Mikko Kaukokari Čároví: Daniel Hynek Jiří Ondráček |
| 2 min              | 2 min              | Tresty   | 4 min       | Rozhodčí: Tobias Björk Mikko Kaukokari Čároví: Daniel Hynek Jiří Ondráček |
| 31                 | 31                 | Střely   | 25          | Rozhodčí: Tobias Björk Mikko Kaukokari Čároví: Daniel Hynek Jiří Ondráček |

| 10. listopadu 2024 11:30 | Dánsko | 2 : 3 SN (0:0, 1:2, 1:0 – 0:0 – 0:1) | Slovensko | Fanatec Arena, Landshut Návštěvnost: 1 200 |  |

| Report          |                 |          |                 |                                                                        |
| Mathias Seldrup | Mathias Seldrup | Brankáři | Rastislav Eliáš | Rozhodčí: Tobias Björk André Schrader Čároví: Daniel Hynek Markus Merk |
| 4 min           | 4 min           | Tresty   | 10 min          | Rozhodčí: Tobias Björk André Schrader Čároví: Daniel Hynek Markus Merk |
| 31              | 31              | Střely   | 32              | Rozhodčí: Tobias Björk André Schrader Čároví: Daniel Hynek Markus Merk |

| 10. listopadu 2024 15:00 | Německo | 6 : 0 (1:0, 2:0, 3:0) | Rakousko | Fanatec Arena, Landshut Návštěvnost: 3 283 |  |

| Report         |                |          |               |                                                                                  |
| Arno Tiefensee | Arno Tiefensee | Brankáři | David Kickert | Rozhodčí: Mikko Kaukokari Lukas Kohlmüller Čároví: Ludvig Lundgren Jiří Ondráček |
| 25 min         | 25 min         | Tresty   | 2 min         | Rozhodčí: Mikko Kaukokari Lukas Kohlmüller Čároví: Ludvig Lundgren Jiří Ondráček |
| 25             | 25             | Střely   | 29            | Rozhodčí: Mikko Kaukokari Lukas Kohlmüller Čároví: Ludvig Lundgren Jiří Ondráček |

## Ženský turnaj

### Konečná tabulka
| Poř. | Tým       | Z | V | VP | PP | P | VG | OG | B |
| ---- | --------- | - | - | -- | -- | - | -- | -- | - |
| 1.   | Německo   | 3 | 3 | 0  | 0  | 0 | 9  | 3  | 9 |
| 2.   | Maďarsko  | 3 | 1 | 1  | 0  | 1 | 9  | 9  | 5 |
| 3.   | Francie   | 3 | 1 | 0  | 1  | 1 | 9  | 11 | 4 |
| 4.   | Slovensko | 3 | 0 | 0  | 0  | 3 | 7  | 11 | 0 |

### Zápasy
| 6. listopadu 2024 16:15 | Slovensko | 3 : 4 (1:0, 0:2, 2:2) | Maďarsko | Fanatec Arena, Landshut Návštěvnost: 261 |  |

| Report         |                |          |              |                                                                           |
| Nikola Zimková | Nikola Zimková | Brankáři | Anikó Németh | Rozhodčí: Caroline Butt Florian Meineke Čároví: Lara Fischer Julia Wagner |
| 14 min         | 14 min         | Tresty   | 8 min        | Rozhodčí: Caroline Butt Florian Meineke Čároví: Lara Fischer Julia Wagner |
| 29             | 29             | Střely   | 22           | Rozhodčí: Caroline Butt Florian Meineke Čároví: Lara Fischer Julia Wagner |

| 6. listopadu 2024 19:45 | Německo | 4 : 1 (2:1, 1:0, 1:0) | Francie | Fanatec Arena, Landshut Návštěvnost: 1 260 |  |

| Report            |                   |          |                       |                                                                              |
| Sandra Abstreiter | Sandra Abstreiter | Brankáři | Justine Crousy-Théode | Rozhodčí: Vanessa Anselm Karin Williner Čároví: Alexia Cheyroux Leonie Ernst |
| 16 min            | 16 min            | Tresty   | 6 min                 | Rozhodčí: Vanessa Anselm Karin Williner Čároví: Alexia Cheyroux Leonie Ernst |
| 40                | 40                | Střely   | 19                    | Rozhodčí: Vanessa Anselm Karin Williner Čároví: Alexia Cheyroux Leonie Ernst |

| 7. listopadu 2024 16:15 | Francie | 5 : 3 (1:2, 2:0, 2:1) | Slovensko | Fanatec Arena, Landshut Návštěvnost: 660 |  |

| Report          |                 |          |                  |                                                                            |
| Violette Pianel | Violette Pianel | Brankáři | Andrea Rišianová | Rozhodčí: Caroline Butt Julia Kainberger Čároví: Leonie Ernst Julia Wagner |
| 8 min           | 8 min           | Tresty   | 56 min           | Rozhodčí: Caroline Butt Julia Kainberger Čároví: Leonie Ernst Julia Wagner |
| 27              | 27              | Střely   | 17               | Rozhodčí: Caroline Butt Julia Kainberger Čároví: Leonie Ernst Julia Wagner |

| 8. listopadu 2024 15:00 | Maďarsko | 4 : 3 PP (0:1, 1:1, 2:1 – 1:0) | Francie | Fanatec Arena, Landshut Návštěvnost: 327 |  |

| Report       |              |          |                |                                                                          |
| Noémi Takács | Noémi Takács | Brankáři | Margaux Mameri | Rozhodčí: Vanessa Anselm Caroline Butt Čároví: Leonie Ernst Lara Fischer |
| 12 min       | 12 min       | Tresty   | 8 min          | Rozhodčí: Vanessa Anselm Caroline Butt Čároví: Leonie Ernst Lara Fischer |
| 36           | 36           | Střely   | 23             | Rozhodčí: Vanessa Anselm Caroline Butt Čároví: Leonie Ernst Lara Fischer |

| 8. listopadu 2024 19:00 | Německo | 2 : 1 (1:1, 0:0, 1:0) | Slovensko | Fanatec Arena, Landshut Návštěvnost: 2 138 |  |

| Report        |               |          |                  |                                                                                |
| Lisa Hemmerle | Lisa Hemmerle | Brankáři | Andrea Rišianová | Rozhodčí: Julia Kainberger Karin Williner Čároví: Alexia Cheyroux Julia Wagner |
| 8 min         | 8 min         | Tresty   | 6 min            | Rozhodčí: Julia Kainberger Karin Williner Čároví: Alexia Cheyroux Julia Wagner |
| 36            | 36            | Střely   | 31               | Rozhodčí: Julia Kainberger Karin Williner Čároví: Alexia Cheyroux Julia Wagner |

| 9. listopadu 2024 14:30 | Německo | 3 : 1 (1:0, 1:0, 1:1) | Maďarsko | Fanatec Arena, Landshut Návštěvnost: 3 070 |  |

| Report            |                   |          |              |                                                                                |
| Sandra Abstreiter | Sandra Abstreiter | Brankáři | Anikó Németh | Rozhodčí: Vanessa Anselm Julia Kainberger Čároví: Alexia Cheyroux Lara Fischer |
| 12 min            | 12 min            | Tresty   | 12 min       | Rozhodčí: Vanessa Anselm Julia Kainberger Čároví: Alexia Cheyroux Lara Fischer |
| 32                | 32                | Střely   | 18           | Rozhodčí: Vanessa Anselm Julia Kainberger Čároví: Alexia Cheyroux Lara Fischer |